# Zgromadzenie Dharmy dla dyskusji o medytacji
Zgromadzenie Dharmy dla dyskusji o medytacji (kor. tam-sŏn pŏphoe) – szczególny element buddyjskiej praktyki utrzymywanej w okresie Koryŏ (Goryeo).

## Historia praktyki[1]
Okres dynastii Koryŏ był okresem niepokojów; państwo cierpiało z powodu rewolty militarnej jak i inwazji mongolskiej. Za panowania króla T'aejo wprowadzono więc specjalny rodzaj praktyki buddyjskiej. Jak zanotowano w Yongdam sa tam-sŏn pang (Sprawozdanie z dyskusji o medytacji w klasztorze Yongdam):

Nasz król T'aejo był wiernym buddystą. Po założeniu nowej dynastii wybudował 500 klasztorów w Kaegyŏng jak również na prowincji i przeznaczył mnichów do życia w nich. Sponsorował także "Zgromadzenie dla dyskusji o medytacji" każdego roku w Kaegyŏng, celem których było wyparcie inwazji Kitanów.

Dodatkowo, oprócz dyskusji o praktyce medytacji, zgromadzenie było organizowane w celu sprowadzenia ochrony przed inwazjami ze strony wrogów i propagowania ducha narodowego wsparcia.
Podczas pierwszego spotkania powstał konflikt i dopiero na następnych udało się doprowadzić do harmonijnej dyskusji o duchu tradycji szkoły medytacji (kor. sŏn). 
Jak wielkie były niechęci świadczy fragment tekstu Ch'anbok sa tam-sŏn pang (Sprawozdanie ze Zgromadzenia w klasztorze Ch'anbok): 

Zostały ustalone data i lokalizacja. Najpierw uczestnicy byli poproszeni o wyrażenie swoich własnych doktrynalnych opinii. Jednakże wszyscy kładli nacisk na swoje własne teorie, powodując kłótnie i konflikty. Nawet po tym, gdy usłyszeli o tradycji sŏn, nie chcieli zaakceptować nauczania spoza ich własnej grupy. W miarę kontynuowania dyskusji zaczęli rozumieć zasadę szkół medytacyjnych i istotę umysłu. To doprowadziło do stanu pełnej uniesienia świadomości. Skoro tylko zostało to zrozumiane, wszystkie bariery zaczęły się kruszyć i podążali mocną ścieżką do ostatecznego oświecenia. Mnisi na tym zgromadzeniu prosili o zaakceptowanie ich jako uczniów, gdyż zrozumieli, że szkoła sŏn zapewnia najwyższe nauki.

W okresie panowania królów Kojonga i Wŏnjonga takie zgromadzenia stały się już oczywistością i jedną z najważniejszych form praktyki. Głównym ich celem było modlenie się za pomyślność króla i pokój w państwie.
W końcowym okresie Koryŏ, gdy do władzy doszedł militarny reżim Ch'oe, takie zgromadzenia były organizowane często i ich celem była ochrona państwa i wsparcie militarnych władz. Z tekstów, np. Taean sa tongchŏnbang (Sprawozdanie ze zgromadzenia w klasztorze Taean) i Sŏbot'ong sa haengdongchŏnbang (Sprawozdanie ze zgromadzenia w klasztorze Sŏbot'ong) wynika, że Zgromadzenia miały wystarczającą siłę do ochrony państwa. To z kolei wiodło do przekonania, że wspieranie mnichów i ćwiczenie ludzi, aby mieli mocnego ducha, było lepsze od ćwiczenia wojska i posyłania go do bitwy. W konsekwencji zgromadzenia te stawały się coraz popularniejsze.
Początkowo odbywały się one co trzy lata, a później dużo częściej. Głównymi miejscami Zgromadzeń stały się klasztory Poje, Kwangmyŏng i Sŏbot'ong.
Niektóre zapisy informują bardziej szczegółowo o tych Zgromadzeniach. Np. Yech'ŏn Yongmun sa chungsu po (Inskrypcja upamiętniająca odnowienie klasztoru Yongmun w Yech'ŏn) informuje, że po odnowieniu klasztoru (1179 r.) około 500 mnichów ze wszystkich dziewięciu górskich szkół sŏn zebrało się na Zgromadzeniu. Śpiewano "Sŏltu yŏmsong" (Mowy chan (sŏn) Xuedou), "Shoulengyan jing", "Chuandeng lu" oraz "Inak chip" (Zebrane pisma Inaka Ŭiso).
W 1182 r. Pojo Chinul właśnie po takim zgromadzeniu w klasztorze Poje zachęcił swoich 10 uczniów do praktykowania "mądrości (skt pradźnia) i medytacji (skt. dhjana)". Taki był początek słynnego ruchu Społeczności Medytacji i Mądrości, który łączył zarówno osoby świeckie jak i mnichów.
W 1278 r. dyplomata chiński dynastii Yuan donosił odpowiednim organom Chin, że celem owych zgromadzeń jest rzucenie na Chiny klątwy. Aby to sprawdzić, Yuanowie na trzy następne zgromadzenia przysyłali obserwatorów, a strona koreańska wysyłała wyjaśnienia, aby nie doprowadzić do nieporozumień.
Dzięki tym zgromadzeniom rola sŏnu niepomiernie wzrosła.
Zgromadzenia te kontynuowano do panowania króla Kongmina.